# Corapipo gutturalis
Corapipo gutturalis là một loài chim trong họ Pipridae.